# لاتیت

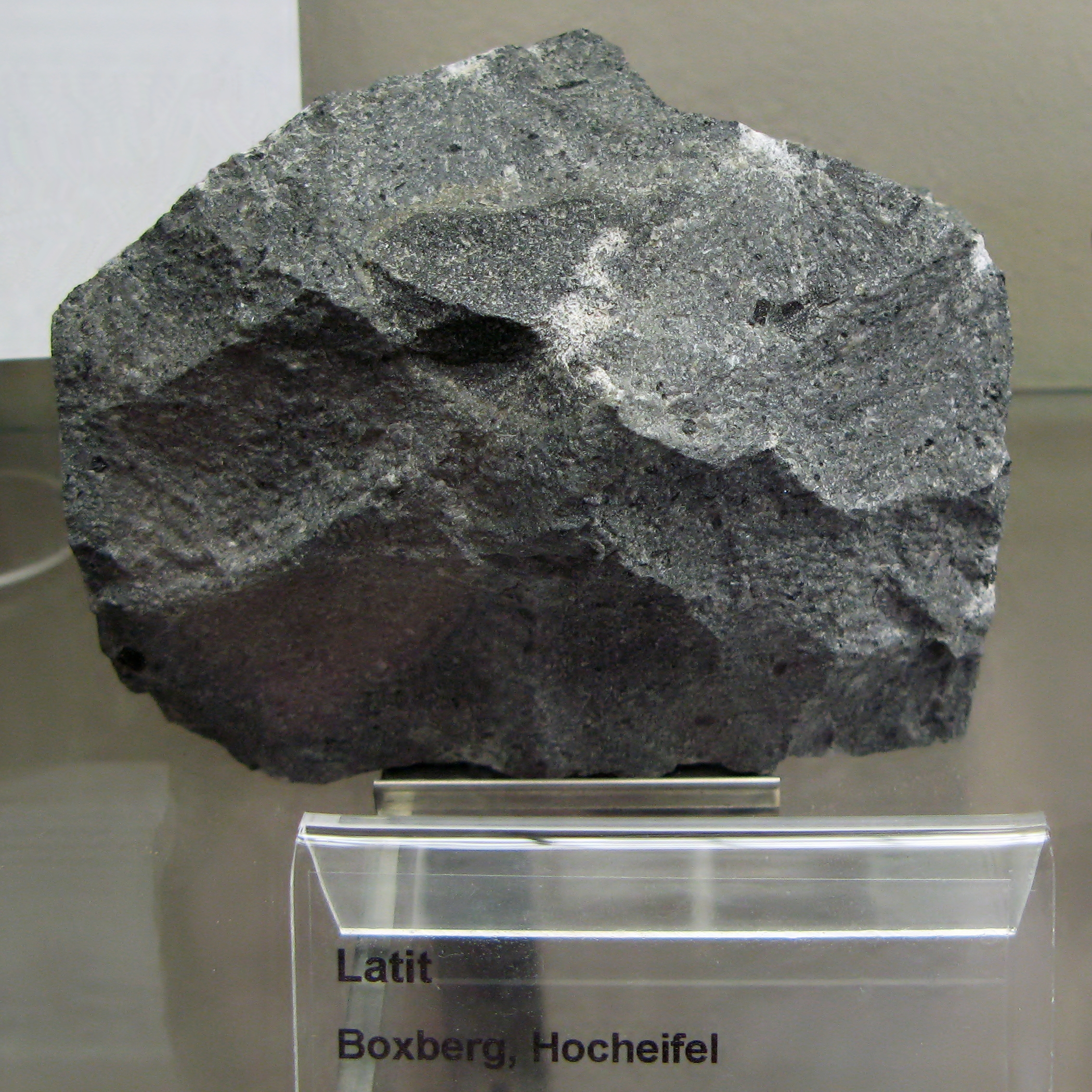
نمونه‌ای از لاتیت

لاتیت (به انگلیسی: Latite) نوعی سنگ آتشفشانی است که معادل آتشفشانی سنگ‌های مونزونیتی به‌شمار می‌رود. لاتیت‌ها سنگ‌هایی هستند که در مقایسه با بازالت‌ها و آندزیت‌ها دارای فلدسپار غنی از پتاسیم هستند و در مقایسه با تراکیت‌ها دارای مقدار بیشتری پلاژیوکلاز و مقدار کمتری فلدسپار پتاسیم می‌باشند. در مقاطع نازک تشخیص این سنگ‌ها از آندزیت‌ها و تراکیت‌ها مشکل و فقط توسط افراد مجرب ممکن است. لاتیت‌هااز نظر زمین‌شناسی و پتروژنز مشابه تراکیت‌ها هستند ولی از آن‌ها کمیاب‌ترند.